# Ж
Ж (onderkast ж) (zje) is een letter van het cyrillische alfabet. Het is de zevende letter van het Bulgaarse alfabet, de achtste letter van het Wit-Russische, Macedonische en Russische alfabet en de negende letter van het Oekraïense alfabet. Afhankelijk van de taal wordt hij als /ʒ/ of /ʐ/ uitgesproken.

## Weergave

### Unicode
De Ж en ж zijn in 1993 toegevoegd aan de Unicode 1.0 karakterset.
In Unicode vindt men Ж onder het codepunt U+0416 (hex) en ж onder U+0436.

### HTML
In HTML kan men voor Ж de code &ZHcy; gebruiken, en voor ж &zhcy;.